# Aphelandra laxa
Aphelandra laxa är en akantusväxtart som beskrevs av L.H. Durkee. Aphelandra laxa ingår i släktet Aphelandra och familjen akantusväxter. Inga underarter finns listade i Catalogue of Life.